# عباس توکلی
عباس توکلی عضو تیم ملی قایقرانی ایران در دوره پنجم مسابقات قهرمانی آسیا(قایقرانی- آبهای آرام) بود.

## مسابقات قهرمانی آسیا(۱۹۹۳)هیروشیما-ژاپن
تورینگ دونفره ۱۰۰۰متر- مسعود میرسعیدی و عباس توکلی- مدال برنز